# Dinamo Tbilissi
Le Dinamo Tbilissi est un club omnisports géorgien basé à Tbilissi.

## Sections
- basket-ball : Voir article BC Dinamo Tbilissi
- football : Voir article FC Dinamo Tbilissi